# Mujeres rapadas en el franquismo
El rapado de las cabezas fue una forma de represión dirigida específicamente a las mujeres en la guerra civil española, cuando un territorio pasaba al bando nacional, tras el golpe de Estado de 1936 efectuado contra el Gobierno de la Segunda República española, y la inmediata posguerra. Era algo específico dentro de la represión general y sistemática dirigida contra la población civil considerada desafecta a los sublevados.

## Hechos
Con una represión generalizada se buscaba sembrar el terror para sentar las bases del futuro régimen. Pero, además, en el caso de las mujeres, se quería hacerlas volver a sus roles tradicionales tras la libertad vivida en la Segunda República y la guerra civil. Por eso, a las mujeres, tras ser detenidas, se les golpeaba y se les rapaba la cabeza, incluso las cejas, para después ser paseadas por las calles de su localidad. Así se conseguía diferenciarlas del resto de población aunque no fueran encerradas. No obstante, muchas quedaban a disposición gubernativa.
Era, ante todo, un acto simbólico, ya que se les despojaba de su feminidad. Además, en ocasiones, se les colgó carteles en los que se leía "Rapadas por putas" y se les hacía desfilar tras la banda de música en las fiestas locales. Eran vestidas con prendas que agudizaban más su pérdida de dignidad y, era común, tras ser rapadas las violaciones y abusos sexuales.
El castigo era acompañado con el consumo de aceite de ricino que provocó incluso muertes como consta en Andalucía. En algunas poblaciones sus cabelleras eran colgadas en los árboles para que sirviera de burla no solo a ellas sino también a sus parejas. En ocasiones el aceite estaba mezclado con gasolina, y en una dosis oficial de medio litro por mujer. Tras el rapado, la inevitable defecación por el aceite y el paseo ante sus convecinos, era habitual obligar a las víctimas a fregar iglesias y cuarteles en esas condiciones humillantes.
Se les privaba de algo tan marcadamente femenino como su pelo porque sus verdugos tenían la idea de que habían rechazado los límites de su género al defender sus ideas republicanas, socialistas, marxistas, anarquistas... Y esto no era lo que se quería en la Nueva España que quería el franquismo. Sin embargo, no hay constancia de que hubiera órdenes concretas. Lo solían realizar fuerzas paramilitares: falangistas, requetés, guardias civiles... El resto de la población no podía negarse a presenciar esta humillación pública, concebida como un espectáculo, ya que podía ser denunciada y castigada.
En los documentos sumariales y en los informes de conducta sobre muchas de las encausadas que se conservan, realizados por el comandante de puesto de la guardia civil, por el jefe local de la Falange y por el alcalde, son calificadas como "peligrosas, extremistas, de bajos instintos, deslenguadas, pendencieras, ateas, amancebadas, altaneras, arrabaleras, incitadoras de los hombres, negadoras de Dios y de dudosa moral pública y privada". Las acciones por las que eran detenidas eran: alentar, incitar a los hombres a la comisión de crímenes y actos vandálicos, tirarse a la calle, tomar parte de manifestaciones, alentar desmanes, hacer ostentación pública de sus ideas y vestirse de miliciano, entre otras. Se castigaba haber transgredido los límites de su feminidad, aunque en la mayoría de las ocasiones en el apartado que se debía rellenar de "Ocupación" figure "Sus labores".
El rapado no fue exclusivo de España, ya que cortar el pelo a las mujeres disidentes fue también realizado en la Italia de Mussolini y en Francia tras acabar la Segunda Guerra Mundial. Allí se realizó contra las mujeres acusadas de colaboracionismo con las fuerzas nazis de ocupación.
En la represión de las huelgas mineras de los años sesenta en Asturias, se volvió a rapar a las mujeres como represión. Anita Sirgo y Tina Pérez fueron algunas de ellas.

### Propagación y recuerdo
La vergüenza, el trauma y el miedo consiguientes a estas represiones sexistas acalló durante mucho tiempo a la mayoría de las víctimas. Se conservan pocas fotografías de estas mujeres pero testifican que este castigo fue realizado por toda España: Montilla, Marín Málaga, Oropesa, País Vasco, Andalucía. Badajoz fue una de las provincias españolas donde esta humillación pública se dio de forma sistemática. En el País Vasco, donde muchas mujeres desafiaban la autoridad de los sublevados con sus costumbres, tradiciones y el uso del euskera, se les dejaba "un pequeño mechón de pelo al que le anudaban un lazo rojo y amarillo con los colores de la bandera monárquica. También hay testimonios en la Comunidad Valenciana.

## Espectáculos y filmografía

### Documentales
- En 2011 fue estrenado el documental Gerrako garrak Oñatin del colectivo Gogoratu Guran Taldea, en el que se recrea, entre otros sucesos, a diez mujeres que tras ser rapadas fueron obligadas a ir a las manifestaciones a favor del bando vencedor.[19]
- Guillena 1937 (2013), dirigido por Mariano Agudo, documenta la apertura de la fosa donde fueron enterradas diecisiete mujeres de Guillena tras su detención, tortura y muerte. Uno de los castigos fue el rapado de sus cabezas y la humillación pública.[20]
- En 2022 fue estrenado  el documental Sacar a la luz dirigido por Art al Quadrat y María Dolores Martín-Fontecha Martín Consuegra. En él se ven los testimonios de mujeres represaliadas, de sus hijos e hijas, de los familiares a los que les ha llegado su memoria y los investigadores que ayudan a contextualizar lo narrado.[21][22]

### Ficción
- El corto Pelonas  de Ramón de Fontecha y Laly Zambrano (2003) narra el encuentro entre Lola (interpretada por María Galiana), una mujer que fue pelada por unos falangistas en 1939 por ser hija de un rojo, y Elena, (Victoria Cirujano) una joven que decide raparse el pelo para dar un giro a su vida.[23]

- De tu ventana a la mía  de Paula Ortiz (2011) recrea la vida de tres mujeres que viven en mundos alejados entre sí pero unidas por una experiencia vital similar. Inés (Maribel Verdú) sufre el castigo por ayudar a un amigo republicano.[6]

### Muestras
- En 2018 el Museo Valenciano de la Ilustración y la Modernidad (MUVIM) de Valencia mostró el trabajo del colectivo Art al Quadrat, compuesto por las hermanas Gema y Mónica del Rey Jordá, Memoria de las rapadas, en que se reflexiona sobre este castigo especialmente dirigido a las mujeres.[24]

### Teatro
- En 2017 se estrenó la obra Las peladas (Soledad de ausencia) escrita y dirigida por David Roldán-Oru  en el que se hace una denuncia de estos hechos.[25]